# 대창면
대창면(大昌面)은 대한민국 경상북도 영천시의 면이다. 금호읍, 북안면, 남부동, 경산시 진량읍, 용성면과 접하는 탁월한 지리적 입지를 가지고 있으며 사리공업단지가 위치하고 있다. 또한 동쪽으로 채약산, 남쪽으로 구룡산, 서쪽으로 금박산이 있는 천혜의 자연환경을 가지고 있다. 주요 생산품은 복숭아이다. 넓이는 51km2이고, 인구는 2006년 기준으로 3,542명이다.

## 연혁
- 1914년 : 모사면과 창수면 일부와 북안면 일부를 병합해 대창면으로 개칭
- 1945년 : 1945년 오길리의 청사에서 현재 자리로 이전
- 1989년 : 현재 청사 건립

## 행정 구역
| 법정리 | 행정리           |
| ------ | ---------------- |
| 강회리 | 강회리           |
| 구지리 | 구지리           |
| 대재리 | 대재리           |
| 대창리 | 대창1리, 대창2리 |
| 병암리 | 병암리           |
| 사리리 | 사리1리, 사리2리 |
| 신광리 | 신광1리, 신광2리 |
| 어방리 | 어방리           |
| 오길리 | 오길1리, 오길2리 |
| 용전리 | 용전리           |
| 용호리 | 용호리           |
| 운천리 | 운천1리, 운천2리 |
| 조곡리 | 조곡리           |
| 직천리 | 직천리           |

## 교육 기관
| 학교명       | 소재지                | 비고                  |
| ------------ | --------------------- | --------------------- |
| 대창초등학교 | 대창면 금창로 787     |                       |
| 영창중학교   | 대창면 금박로 1033    |                       |
| 나무와학교   | 대창면 금창로 1095-60 | 중등학력인정 대안학교 |